# Lista siturilor arheologice din județul Hunedoara - Z
Lista siturilor arheologice din județul Hunedoara - Z conține toate siturile arheologice din județul Hunedoara înscrise în Repertoriul Arheologic Național (RAN) și aflate în localități al căror nume începe cu litera Z. RAN este administrat de Ministerul Culturii și Patrimoniului Național și cuprinde date științifice, cartografice, topografice, imagini și planuri, precum și orice alte informații privitoare la zonele cu potențial arheologic, studiate sau nu, încă existente sau dispărute.
Puteți căuta un sit din localitățile care încep cu litera Z folosind formularul de mai jos sau puteți naviga prin toate siturile din județ la Lista siturilor arheologice din județul Hunedoara.
| Cod RAN                                   | Denumire | Localitate                        | Adresă    | Datare           | Descoperit | Coordonate                                    | Imagine           | Erori            |
| ----------------------------------------- | --- | --------------------------------- | --------- | ---------------- | ---------- | --------------------------------------------- | ----------------- | ---------------- |
| 92186.02.01 (Cod LMI: HD-II-m-B-03476.01) | Castelul Nopcsa de la Zam / ansamblu Castelul Nopcsa (Categorie: construcție) (Tip: Castel)                                      | sat Zam, comuna Zam               |           | sec. XVIII - XIX |            |                                               | Încărcați imagine | Raportați eroare |
| 92186.02.02 (Cod LMI: HD-II-m-B-03476.02) | Castelul Nopcsa de la Zam / ansamblu anonim (Categorie: construcție) (Tip: Parc)                                                 | sat Zam, comuna Zam               |           | sec. XVIII - XIX |            |                                               | Încărcați imagine | Raportați eroare |
| 91223.01.01                               | Biserica ortodoxă medievală de la Zăvoi / ansamblu anonim (Categorie: construcție de cult) (Tip: Biserică)                       | sat Zăvoi, comuna Sălașu de Sus   |           | Sec. XV          |            |                                               | Încărcați imagine | Raportați eroare |
| 91107.01.01                               | Așezarea de epocă romană de la Zeicani - Săivan / ansamblu anonim (Categorie: locuire civilă) (Tip: construcție)                 | sat Zeicani, comuna Sarmizegetusa | Săivan    |                  |            | 45°29′45″N 22°43′36″E / 45.49592°N 22.72665°E | Încărcați imagine | Raportați eroare |
| 91107.02.01                               | Așezarea de epocă romană de la Zeicani - Ruini / ansamblu anonim (Categorie: locuire) (Tip: constructie)                         | sat Zeicani, comuna Sarmizegetusa | Ruini     |                  |            | 45°30′17″N 22°43′36″E / 45.50483°N 22.72669°E | Încărcați imagine | Raportați eroare |
| 91107.03.01                               | Așezare de epocă romană de la Zeicani - Iordănel / ansamblu anonim (Categorie: locuire) (Tip: construcție)                       | sat Zeicani, comuna Sarmizegetusa | Iordănel  |                  |            |                                               | Încărcați imagine | Raportați eroare |
| 91107.04.01                               | Groapa de epocă medievală de la Zeicani - Monument / ansamblu anonim (Categorie: locuire civilă și militară) (Tip: groapă)       | sat Zeicani, comuna Sarmizegetusa | Monument  |                  |            |                                               | Încărcați imagine | Raportați eroare |
| 91107.05.01                               | Fortificația medievală de la Zeicani - În Pădure / ansamblu anonim (Categorie: construcție defensivă) (Tip: Fortificație)        | sat Zeicani, comuna Sarmizegetusa | În Pădure |                  |            |                                               | Încărcați imagine | Raportați eroare |
| 91107.06.01                               | Situl arheologic de la Zeicani - Tapae / ansamblu anonim (Categorie: construcție defensivă) (Tip: Fortificații, valuri, șanțuri) | sat Zeicani, comuna Sarmizegetusa | Tapae     | dacică           |            |                                               | Încărcați imagine | Raportați eroare |
| 91107.06.02                               | Situl arheologic de la Zeicani - Tapae / ansamblu anonim (Categorie: construcție defensivă) (Tip: Fortificații, valuri, șanțuri) | sat Zeicani, comuna Sarmizegetusa | Tapae     |                  |            |                                               | Încărcați imagine | Raportați eroare |
| 91107.06.03                               | Situl arheologic de la Zeicani - Tapae / ansamblu anonim (Categorie: construcție defensivă) (Tip: Fortificații, valuri, șanțuri) | sat Zeicani, comuna Sarmizegetusa | Tapae     |                  |            |                                               | Încărcați imagine | Raportați eroare |
| 91107.06.04                               | Situl arheologic de la Zeicani - Tapae / ansamblu anonim (Categorie: construcție defensivă) (Tip: Fortificații, valuri, șanțuri) | sat Zeicani, comuna Sarmizegetusa | Tapae     |                  |            |                                               | Încărcați imagine | Raportați eroare |